# Bezirksgemeinde Dienvidkurzeme
Die Bezirksgemeinde Dienvidkurzeme (lettisch Dienvidkurzemes novads, deutsch Bezirksgemeinde Südkurland) liegt im Südwesten Lettlands in der historischen Landschaft Kurland. 2021 lebten in der Bezirksgemeinde Dienvidkurzeme 38.351 Einwohner. Ihr Verwaltungssitz ist in Grobiņa.
Die Bezirksgemeinde entstand im Rahmen einer Verwaltungsreform zum 1. Juli 2021 durch den Zusammenschluss der Bezirke Aizpute, Durbe, Grobiņa, Nīca, Pāvilosta, Priekule, Rucava und Vaiņode, sodass er dem Kreis Liepāja entspricht, der bis 2009 Bestand hatte.

## Geographie
Das Gebiet grenzt im Süden an Litauen, im Westen an Liepāja und die Ostsee, im Norden an die Bezirksgemeinde Ventspils, im Nordosten an die Bezirksgemeinde Kuldīga und im Osten an die Bezirksgemeinde Saldus. Sie ist die flächenmäßig größte Bezirksgemeinde Lettlands.
Größte Flüsse in der Bezirksgemeinde sind die Bārta, die Vārtāja und der Saka, gebildet aus Durbe und Tebra, größte Seen der Liepāja-See, der Pape-See und der Durbe-See. Die höchste Erhebung ist der 190 m hohe Krievukalns südwestlich des Weilers Embūte nahe der Ostgrenze der Bezirksgemeinde.

## Gliederung
Die Bezirksgemeinde umfasst die 5 Städte (pilsētas) Aizpute, Durbe, Grobiņa, Pāvilosta und Priekule sowie 26 Gemeinden (pagasti):
| - Aizpute (Land) - Bārta - Bunka - Cīrava - Dunalka - Dunika - Durbe (Land) - Embūte - Gavieze | - Gramzda - Grobiņa (Land) - Kalēti - Kalvene - Kazdanga (Katzdangen) - Laža - Medze - Nīca - Otaņķi | - Priekule (Land) - Rucava - Saka - Tadaiķi - Vaiņode - Vecpils - Vērgale - Virga |

## Verkehr
Durch die Bezirksgemeinde verläuft die Bahnstrecke Jelgava–Liepāja mit Bahnhöfen in Kalvene, Ilmāja und Tore. Wichtigste Straßenverbindungen sind die von Ost nach West verlaufende Staatsstraße A9 von Riga nach Liepāja und die anschließende, nach Süden führende A11 von Liepāja nach Litauen, Richtung Klaipėda. Der Regionalflughafen Liepāja liegt östlich von Liepāja in der Bezirksgemeinde Dienvidkurzeme.

## Sehenswürdigkeiten
Das Herrenhaus des Rittergutes Zirau (lettisch Cīrava) wurde 1752 erbaut.

## Nachweise
1. ↑  Law on Administrative Territories and Populated Areas, likumi.lt, abgerufen am 30. Juli 2021.
2. ↑  Kęstutis Fedirka: Citādā Latvija. Balto Print, Vilnius 2014 (ohne Seitenzählung).